# 人生ゲイム
『人生ゲイム』は、仙台貨物の2枚目のアルバム。2006年7月12日発売。発売元はバップ。

## 概要
- 初回限定盤、通常盤の2種類が発売。

## 収録曲
1. サタデーナイトゲイバー（作詞・作曲:R.S.S）
2. 芸の劇場「レッスン」
  - 千葉とサティによるボイストレーニング。
3. 愛・戦士～Life is beautiful～（作詞・作曲：R.S.S）
4. 紅い旋風のバラード （作詞・作曲:R.S.S）
5. クリリン・マンソン（作詞・作曲:R.S.S）
6. N.M.N～NO MORE NAYAMIMUYOU～（作詞・作曲:R.S.S）
7. 芸の劇場「酒場にて」
  - ドラマ仕様の寸劇。
8. カントリーボーイ（作詞:千葉/作曲:R.S.S）
9. トリプル☆ニート（作詞・作曲:ギガフレア）
10. 男たちの挽歌（作詞・作曲:R.S.S）